# Vuelta a Castilla y León 2008
Die 23. Vuelta a Castilla y León fand vom 24. bis 28. März 2008 statt. Das Radrennen wurde in fünf Etappen über eine Distanz von 630,1 Kilometern ausgetragen.

## Etappen
| Etappe    | Tag      | Start – Ziel                              | km        | Etappensieger     | Führender        |
| --------- | -------- | ----------------------------------------- | --------- | ----------------- | ---------------- |
| 1. Etappe | 24. März | Valsain – La Granija de San Ildefonso     | 9,7 (EZF) | Alberto Contador  | Alberto Contador |
| 2. Etappe | 25. März | Segovia – Ávila                           | 141,7     | Karsten Kroon     | Alberto Contador |
| 3. Etappe | 26. März | Valladolid – Villa del Libro de Urueña    | 159,9     | Francisco Ventoso | Alberto Contador |
| 4. Etappe | 27. März | Carrión de los Condos – Montaña Palentina | 160,8     | Alberto Contador  | Alberto Contador |
| 5. Etappe | 28. März | Guardo – Riaño                            | 158       | Koldo Fernández   | Alberto Contador |